# Bertre
 Bertre  là một xã thuộc tỉnh Tarn, trong vùng Occitanie miền nâm nước Pháp. Xã này nằm ở khu vực có độ cao trung bình 240 mét trên mực nước biển.
Dân số năm 1999 là 66 người.